# Théâtre de Chaillot
Il Théâtre de Chaillot è uno dei quattro teatri nazionali di Francia di Parigi, situato nel Palais de Chaillot, al n. 1 Place du Trocadéro nel XVI arrondissement.
Esso è costituito da due sale, la sala Jean-Vilar capace di 1.250 spettatori e la sala Gémier che può ospitare 420 persone, oltre ad uno studio da 80 posti dedicato agli spettacoli sperimentali.

## Storia
Per lungo tempo simbolo di spettacoli destinati al pubblico popolare, particolarmente associato a nomi quali Jean Vilar e Antoine Vitez, fu sede del Théâtre National Populaire fino al 1972. Fra il 1973 ed il 1975, l'interno del teatro venne totalmente ristrutturato dagli architetti Valentin Fabre e Jean Perrottet, già progettisti di altre ristrutturazioni come quella del Théâtre de la Ville nel 1967-1968. Il théâtre de Chaillot ricevette lo statuto di "Teatro nazionale" nel 1975 ed ospita una scuola di teatro

## Direzione
Il teatro ha avuto i seguenti direttori:
- per il vecchio teatro demolito nel 1935
  - dal 1920 al 1933 Firmin Gémier
  - dal 1933 al 1935 Albert Fourtier
- per il teatro ricostruito:
  - dal 1938 al 1939 Paul Abram
  - dal 1941 al 1951 Pierre Aldebert
  - dal 1951 al 1963 Jean Vilar
  - dal 1963 al 1972 Georges Wilson
  - dal 1973 al 1974 Jack Lang
  - dal 1974 al 1981 André-Louis Périnetti
  - dal 1981 al 1988 Antoine Vitez
  - dal 1988 al 2000 Jérôme Savary
  - dal 2000 al 2008 Ariel Goldenberg
  - dal 2008 José Montalvo e Dominique Hervieu

Nel giugno 2008, José Montalvo (che era stato direttore della danza dal 2000 a Chaillot) e Dominique Hervieu (direttrice dal 2000 della missione pubblico giovane) hanno preso la direzione congiunta del polo coreografico creato al Théâtre national de Chaillot.